# Годулян Віталій Іванович
Віта́лій Іва́нович Годуля́н (нар. 18 вересня 1968 року, Одеса) — колишній український футбольний арбітр. З 2001 року — арбітр ФІФА. Вирізняється високою кількістю показаних червоних карток та призначених пенальті.

## Факти
- Є рекордсменом за кількістю призначених пенальті за матч у чемпіонаті України. У матчі 15-го туру Чемпіонату України з футболу між командами «Іллічівець» і «Таврія» за 37 хвилин першого тайму призначив 4 пенальті: 3 в ворота гостей і 1 у ворота господарів, 2 з них були реалізовані, всі господарями, а матч закінчився результативною нічиєю 3:3[1].
- Починаючи з весняної частини футбольного сезону 2009/2010 українська футбольна Прем'єр-ліга вирішила відмовитися від послуг арбітра Віталія Годуляна, тим самим висловивши цього арбітру недовіру більшістю клубів[2], проте він судив матч 19-го туру Чемпіонату Української прем'єр-ліги між «Кривбасом» і «Таврією», який відбувся 7 березня 2010 року[3], тому що глава Комітету арбітрів ФФУ Вадим Шевченко повідомив, що такого рішення немає[4].
- Микола Павлов під час роботи тренером «Іллічівця» 2004 року отримав річну дискваліфікацію за публічні нецензурні висловлювання про Годуляна. Тоді тренер дозволив собі погодитися з непристойними скандуваннями на трибунах, які звучали на адресу арбітра.